# El Jufré
El Jufré és una masia de Tavertet (Osona) inclosa a l'Inventari del Patrimoni Arquitectònic de Catalunya.

## Descripció
Casa rural amb teulada a doble vessant i el carener paral·lel a la façana. La masia consta de planta baixa i un pis amb un cos annex de dos pisos. La façana principal té la porta allindada i unes petites finestres a la planta baixa; al primer pis hi ha un seguit de finestres de diferents dimensions i una d'elles dona accés a un petit balcó. Totes les obertures estan emmarcades per grans carreus de pedra, mentre que la resta del parament és de pedres de petites dimensions ben escairades. Per la part posterior s'uneix a una altra casa.

## Història
Antiga casa dins el nucli urbà que la trobem registrada en els fogatges del Castell i terme de Tavertet de l'any 1553, aleshores habitava el mas un tal JOAN JOFRË.
La llinda del portal, datada el 1776, ens fa suposar que la casa, com moltes del nucli, fou ampliada i reformada al segle xviii.
Actualment es fa servir com a casa de turisme rural. A pocs metres s'ha construït una casa nova anomenada "la casa nova del Jofré".